# Борці (зупинний пункт)
Борці́ — пасажирська зупинна залізнична платформа Лиманської дирекції Донецької залізниці на лінії Очеретине — Горлівка.
Розташована неподалік від с. Новокалинове, Покровський район, Донецької області між станціями Очеретине (11 км) та Новобахмутівка (10 км).
Через бойові дії рух приміських та пасажирських поїздів на даній ділянці припинено.

## Історія

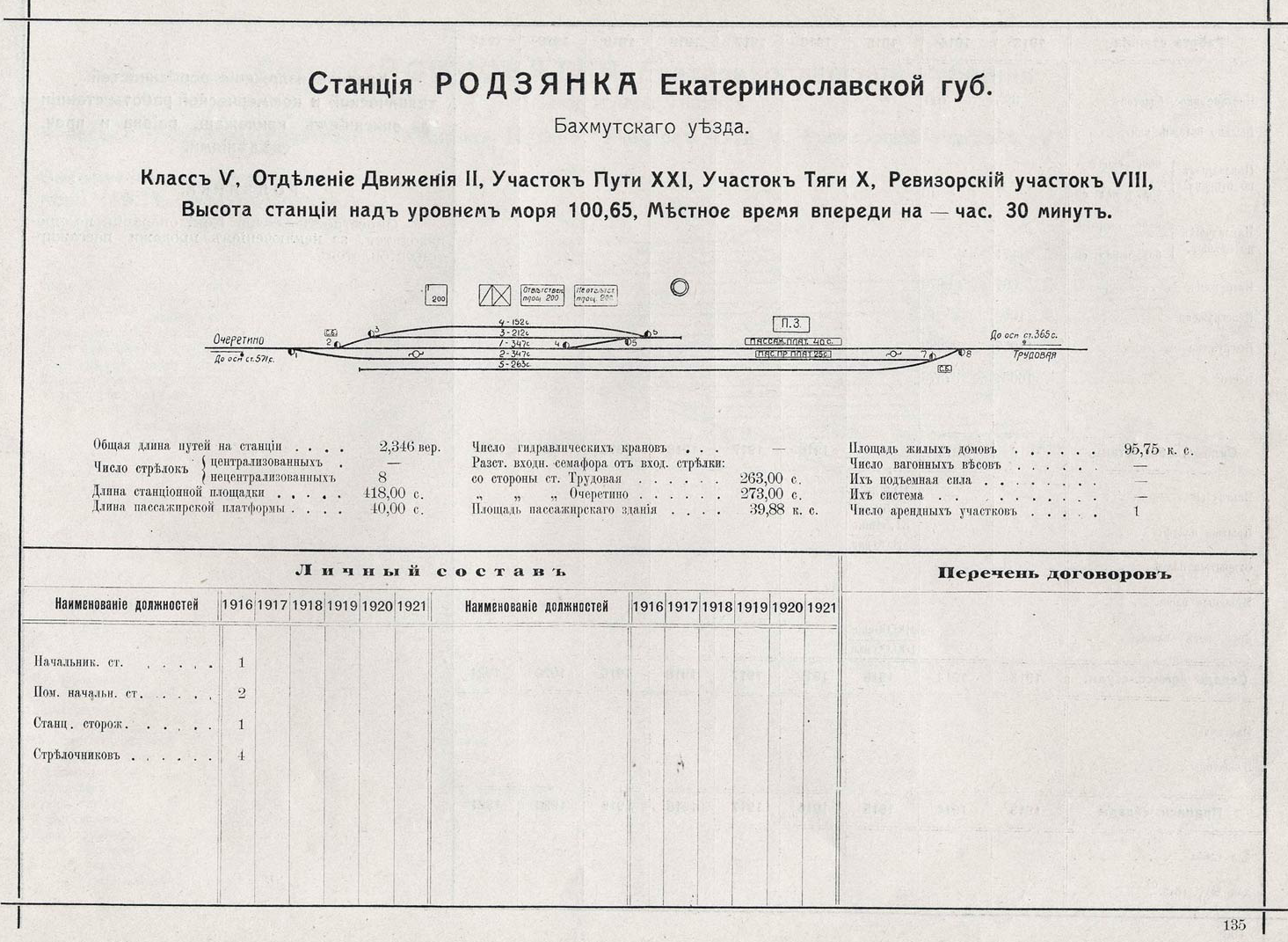
Колійний розвиток і штат працівників станції Родзянка, 1917 рік

Роздільний пункт Родзянка (історична назва платформи Борці) на залізниці Очеретине — Трудова (Горлівка) виник внаслідок будівництва цієї лінії в 1899—1902 роках. Свою назву станція отримала від однойменного хутору за 6 верст на північний захід від станції. На початку ХХ століття найближчими околицями полустанку був голий степ, хоча пасажирські квитки станція реалізувала (одна пара потягів сполученням Очеретине — Дебальцеве). Станом на 1914 рік, по станції Родзянка реалізували трохи більше, ніж 500 пасажирських квитків. Поруч із пасажирською будівлею загальною площею 40 кв. сажнів був розташований перон протяжністю 40 сажнів та проміжна пасажирська платформа протяжністю 25 сажнів.
Вантажообіг Родзянки до революції був невеликий — порядком від 20 тис. до 200 тис. пудів на рік. Комерційні операції на станції не здійснювали. Водопостачання, внаслідок відсутності поблизу надійних джерел, з 1906 року не здійснювалося. Площа пристанційних складів (2 приміщення) становила 400 кв. сажнів, пакгаузу — 10,4 кв. сажнів, критої товарної платформи — 31,5 кв. сажнів. На станції також була одна орендна ділянка. Колійний розвиток станції, станом на 1917 рік, становив 5 колій, в тому числі 1 тупик. Поруч були зведені відомчі житлові будинки загальною площею 96 кв. сажнів. Штат працівників станції становив 8 осіб: начальника, 2 його помічників, 4 стрілочників та 1 сторожа.
Вантажна і пасажирська робота станції призупинилися після 1918 року. Після 1923 року залізницю Горлівка — Очеретине демонтували, і при її повторному будівництві у 1966 році станцію Родзянка не відновили. Натомість, тут відкрили пасажирську платформу зупинного пункту Борці. До літа 2014 року спостерігалося стабільне курсування приміських потягів у кількості 2-4 пар на добу.